# Kalomoira
Kalomoira (în greacă Καλομοίρα, născută Marie Carol Sarantis; 31 ianuarie, 1985, West Hempstead, New York, SUA) este o cântăreață greacă de origine americană, ce a devenit cunoscută în Europa, în special în Grecia și Cipru. A reprezentat Grecia la Concursul Muzical Eurovision 2008